# University of California Press
Издательство Калифорнийского университета (также известное как UC Press; англ. University of California Press) — издательство, связанное с Калифорнийским университетом, которое занимается академическими изданиями.

## История и деятельность
Издательство было основано в 1893 году для публикации научных работ профессорско-преподавательского состава Калифорнийского университета, основанного 25 годами ранее в 1868 году, и с момента своего основания его штаб-квартира размещалось в флагманском кампусе университета в Беркли, штат Калифорния.
Как некоммерческое издательское подразделение системы Калифорнийского университета, UC Press полностью субсидируется университетом и штатом Калифорния. Треть его авторов — преподаватели университета. Издательство публикует более 250 новых книг и почти четыре десятка журналов с несколькими выпусками в год по гуманитарным, социальным и естественным наукам, и поддерживает в печати около 4000 наименований книг. Оно также является цифровым издателем проектов открытого доступа (OA) Collabra и Luminos.
University of California Press публикует материалы по следующим темам: африканистика, американистика, древний мир (классика), антропология, искусство, азиатские исследования, коммуникации, криминология и уголовное правосудие, экономика, экологические исследования, кино и медиа, еда и вино, гендер и сексуальность, глобальные исследования, здоровье, история, язык, латиноамериканские исследования, литературоведение и поэзия, ближневосточные исследования, музыка, философия, политика, психология, религия, науки и социология.
У издательства есть административный офис в центре Окленда, штат Калифорния, редакционный филиал в Лос-Анджелесе и офис продаж в Нью-Йорке. Оно производит дистрибуцию через маркетинговые офисы в Великобритании, Азии, Австралии и Латинской Америке. Совет, состоящий из старших должностных лиц Калифорнийского университета со штаб-квартирой в Беркли, несёт ответственность за деятельность издательства, а также санкционирует и утверждает все рукописи для публикации. Редакционный комитет состоит из выдающихся преподавателей, представляющих девять кампусов университета.
В 1936—1938 шрифтовой дизайнер Фредерик Гауди разработал для University of California Press корпоративный шрифт University of California Old Style, хотя в наше время он уже не всегда используется.

## Известные книги

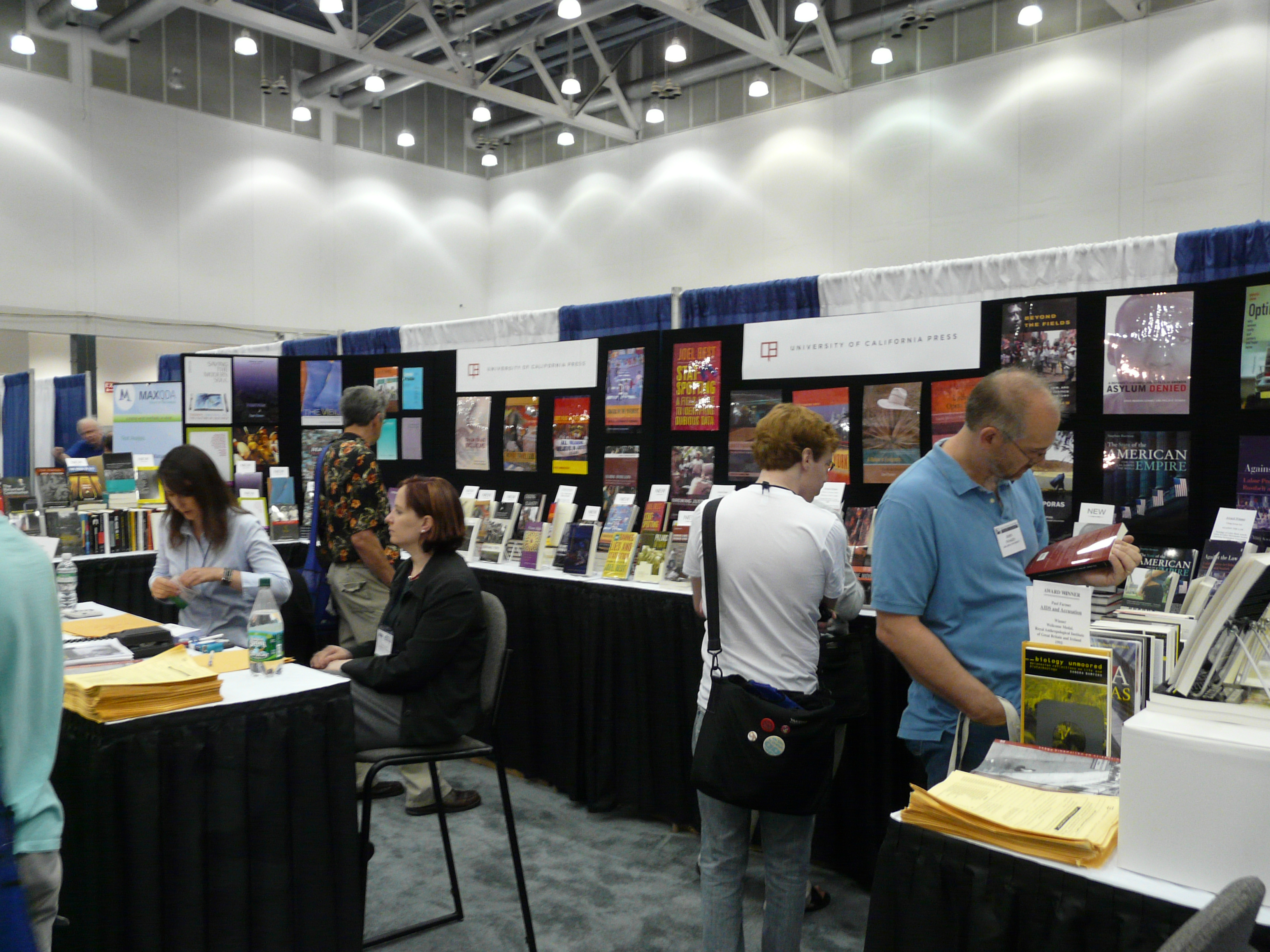
Стенд издательства на конференции 2008

- «Язык как символическое действие[англ.]», Кеннет Берк (1966)
- «Учение дона Хуана: Путь знания индейцев яки», Карлос Кастанеда (1968)
- «Техники сакрального: поэзия Африки, Америки, Азии, Европы и Океании», Джером Ротенберг (1968; издание к 50-летию 2017)
- «Таинственный незнакомец», Марк Твен (окончательное издание) (1969, на основе работы, впервые опубликованной в 1916 году)
- «Основные цветовые термины: их универсальность и эволюция» (1969)
- «Создание контркультуры[англ.]», Теодор Роззак (1970)
- «Самопоглощающиеся артефакты: опыт литературы семнадцатого века[англ.]», Стэнли Фиш[англ.] (1972)
- «Экономика античности[англ.]», Мозес И. Финли (1973)
- «Жанна д'Арк: образ женского героизма[англ.]», Марина Уорнер (1981)
- «Забота: женский подход к этике и нравственному воспитанию», Нел Ноддингс (1984, 2-е издание, 2003 г.)
- «Сильная демократия: политика участия в новую эпоху[англ.]», Бенджамин Р. Барбер[англ.] (1984)
- «Искусство в районе залива Сан-Франциско[англ.]», Томас Олбрайт (1985)
- «Религиозный опыт[англ.]», Уэйн Праудфут[англ.] (1985)
- «Внутренняя война: битва Америки за Вьетнам[англ.]», Том Уэллс (1994)
- «Маленькое „да“ и большое „нет“[англ.]», Георг Гросс (перевод Норы Ходжес) (написано в 1946 г., переведено в 1955 г., опубликовано в 1998 г.)
- «Одноразовые люди: новое рабство в мировой экономике[англ.]», Кевин Бейлз[англ.] (1999).
- «Мама Лола: жрица Вуду в Бруклине[англ.]», Карен Маккарти Браун[англ.] (2001)
- «Культура заговора: апокалиптические видения в современной Америке[англ.]», Майкл Баркун (2003)
- «За пределами наглости: о злоупотреблении антисемитизмом и злоупотреблении историей[англ.]», Норман Г. Финкельштейн (2005)
- «Автобиография Марка Твена[англ.]: Том первый», Марк Твен (2010)